# Brunson Green
Brunson Green (* November 1967 in Jackson, Mississippi) ist ein US-amerikanischer Filmproduzent.

## Leben
Brunson Green studierte von 1986 bis 2001 an der Trinity University, wobei er einen Bachelor of Arts in Wirtschaftswissenschaft machte. 1996 gründete Green Harbinger Pictures, eine Produktionsfirma. Green ist seit seiner Jugend mit Tate Taylor befreundet, mit dem er unter anderem bei den Filmen Pretty Ugly People und The Help zusammenarbeitete. Am 24. Januar 2012 erhielt Brunson Green zusammen mit Chris Columbus und Michael Barnathan eine Oscar-Nominierung für The Help in der Kategorie Bester Film.
Seit Mai 2025 ist er mit dem ehemaligen US-amerikanischen Basketballspieler Jason Collins verheiratet.

## Filmografie (Auswahl)
- 1997: Stick Up
- 1998: Fool’s Gold
- 1999: Slappy the Clown
- 2000: Auto Motives
- 2001: The Journeyman
- 2003: Chicken Party
- 2005: Wannabe
- 2008: Pretty Ugly People
- 2011: The Help
- 2016: A United Kingdom
- 2017: Walking Out